# Maroua I
Maroua I es un municipio del departamento Diamaré de la región del Extremo Norte, Camerún. En noviembre de 2005 tenía una población censada de 134 934 habitantes.
Se encuentra ubicado cerca de la frontera con Nigeria y Chad.